# Kasteel van Conros
Het Kasteel van Conros (Frans: Château de Conros) is een kasteel in de Franse gemeente Arpajon-sur-Cère. Het kasteel is een beschermd historisch monument sinds 1991.
Het kasteel gaat terug tot de 13e eeuw en delen van de kelders en het gelijkvloers gaan terug tot die tijd. De noordelijke toren is het oudst. Het merendeel van de gebouwen is 16e-eeuws met enkele toevoegingen uit de 17e eeuw. Tussen de noordelijke en de zuidelijke torens ligt een woongedeelte met twee verdiepingen.
Het kasteel is in privébezit.